# Jókai Mór Általános Iskola (Tardona)
A Jókai Mór Általános Iskola Borsod-Abaúj-Zemplén vármegyében, Tardonán található. Az intézmény egyházi jogelődje a 18. században jött létre, ez első községi iskolát 1920-ban említik. Az általános iskola 2007-ig működött, majd pedig végleg[forrás?] bezárt.

## Története

### A kezdetek
Tardonán a református egyházzal párhuzamosan jött létre az első iskola. Ekkor még a tanítói, nevelői szerepet a református lelkész töltötte be. Az első, iskola létére utaló dokumentum azonban csak 1920-ban jelent meg, amikor a községi iskola építéséről tartottak rendkívüli képviselő-testületi közgyűlést.
A képviselő-testületi határozat, amely az 1930-as években jöhetett létre kimondja, hogy az elhanyagolt állapotba került iskolát, tanítói lakást és mellékhelyiséget újjá kell építeni, valamint a szükségszerű berendezésről és felszerelésről gondoskodni kell.
Az 1940-es években épült meg a községi iskola és a nevelőlakás. Azonban a 2. világháború idején állapota sokat romlott, illetve a talajcsúszás miatt is életveszélyesnek nyilvánították az épületet.
Ebben az időben a településnek 2 iskolája is volt egy református és egy községi.

### 1945 után
1950-ben újabb változások érték az iskolát, amely politikai változások miatt állami kézbe került.
1960-ban végül megépült a 4 tanteremmel felszerelt iskola, ahol a 80-as évekig folyt 8 évfolyam nevelése, váltott műszakban. A szolgálati lakást a régi községi iskola épületében és egy családi házban alakították ki a Rákóczi úton. A régi egyházi iskola épületében pedig megalakult a Jókai emlékszoba és tájház, állandó kiállítással. 1980-ban a katonaság megszűnésével, az egykori tiszti lakások helyén az alsó tagozat számára termeket alakítottak ki, illetve ide kerültek a szolgálati lakások is.

### Jókai Mór Általános Iskola
Az alapfokú intézmény neve Általános Iskola Tardona névről 1990-ben megváltozott - az 1849-ben itt bujdosó nemzeti hős -, Jókai Mór nevét vette fel.
2005-ben minden évfolyam visszakerült az 1960-ban épült fő oktatási épületbe. Sajnos azonban ez sem jelentett megoldást a gyermekhiány és az elvándorlás problémájára, ami miatt az iskolának nehéz kilátásai voltak.
2007. június 30-án az iskola végleg bezárt. A gyermekek a továbbiakban a dédestapolcsányi Lajos Árpád Általános Iskolába és a Kazincbarcikai Pollack Mihály Általános Iskolába Archiválva 2015. november 9-i dátummal a Wayback Machine-ben kaptak lehetőséget, ahová minden hétköznap iskolabusz szállítja oda és vissza őket.

## Iskolaigazgatók
- 1767–1773 Pap István
- 1773–1785 Kosta András
- 1787–1788 Kalas István
- 1788– ? Nagy Sámuel

- 1950-es évek: Hubay Barna
- 1960-as évek: Ungváry László
- ? –1979 Mihály István
- 1979–1982 Lőrincz Zoltánné
- 1982–2007 Lovas Albert

## Az iskola nevének eredete
Jókai Mór az 1848–49-es forradalom és szabadságharc idején vállalt aktív szerepe miatt utazott Tardonára. A világosi katasztrófa után menekülését Rákóczy János intézte. Az író a feleségével később csak Gyulán találkozott, majd vele együtt menekült tovább a Bükkbe. Jókai Tardonán, az erdős hegység elrejtett völgyi falujában, Csányi Benjámin földbirtokosnál húzta meg magát és itt élt négy hónapig. Neje, Laborfalvi Róza egy Klapka-féle komáromi menlevéllel segítette elő az író szabadulását.
Itt tartózkodását több irodalmi műben is említi:
- Jókai Mór: A barátfalvi lévita[2]

Egy nyáron, egy ősszel, egy télen bujdostam én ezekben az erdőkben, üldözöttje a hatalomnak. Házigazdám a derék Csányi Béni, nemes úr volt, földesúr; hatszáz hold erdő birtokosa. Kis szántóföldjét maga szántotta fiaival. Álnév alatt rejtegettek. Tudta mindenki, hogy bujdosó vagyok; senki sem árult el. A falut Tardonának hívták (...)
- Jókai Mór: A tengerszemű hölgy
- Jókai Mór: Forradalmi és csataképek 1848 és 1849-ből
- Jókai Mór miskolci beszéde 1883-ban (részlet)

Én Tardonán bujdokoltam. Áldottak legyenek azok a szép bükkfák, amik bennünket elrejtegettek, de még áldottabb legyen a nép, mely titkunkat megőrizte, a veszélyt elhárította rólunk, házát vendégszeretettel nyitá meg előttünk, akkor midőn a vendéglátás tilalmas volt, s szeretetével enyhíté lesújtó bánatunkat. Holtomig emlékezetes marad rám nézve ez a szép vidék.

## Képek

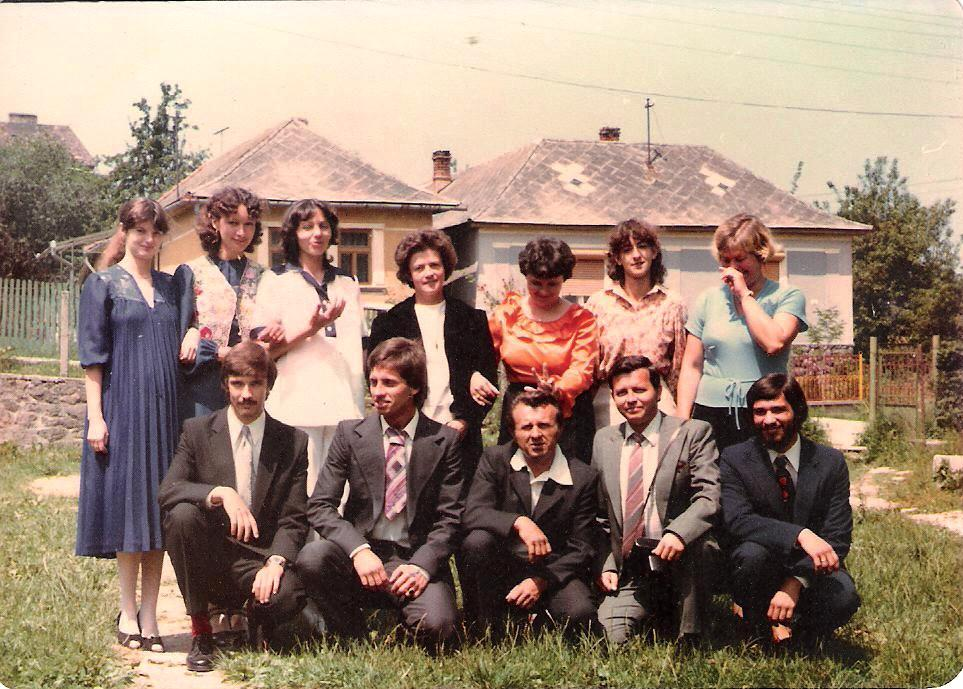
A tardonai Általános Iskola tantestülete az 1980–1981-es tanév végén
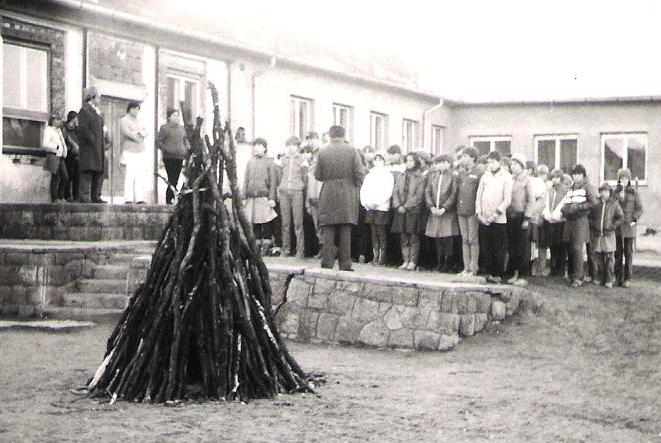
Az intézmény tanulói 1984 decemberében ünnepi műsorra készülnek
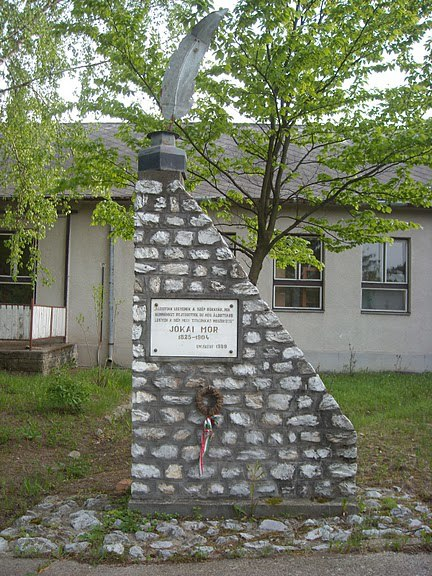
Jókai Mór Általános Iskola udvarán álló emlékmű